# پریفوسین
پریفوسین (به انگلیسی: Perifosine) یک ترکیب شیمیایی با شناسه پاب‌کم ۱۴۸۱۷۷ است. 